# Gabriel Luna
Gabriel Luna (Austin (Texas), 5 december 1982) is een Amerikaans acteur.
Luna is bekend met rollen als Robbie Reyes / Ghost Rider in de ABC-actiesuperheldenserie Marvel's Agents of S.H.I.E.L.D., Rev-9 in de Terminator-film Terminator: Dark Fate en Tommy in de HBO post-apocalyptische dramaserie The Last of Us. Luna's ouders waren beiden van Mexicaanse afkomst. Zijn vader stierf op 20-jarige leeftijd, drie maanden voor Luna's geboorte en hij werd opgevoed door zijn moeder. Hij ging naar de St. Edward's University in Austin, waar hij zijn toneeldebuut maakte als Romeo in een productie van Romeo en Julia en studeerde af in 2005.

## Filmografie

### Films
| Jaar | Titel                 | Rol                    | Opmerkingen |
| ---- | --------------------- | ---------------------- | ----------- |
| 2005 | Fall to Grace         | Kristofer Rostropovich | Debuut rol  |
| 2010 | Dance with the One    | Nate Hitchins          |             |
| 2011 | Bernie                | Kevin                  |             |
| 2012 | Spring Eddy           | Eddy                   |             |
| 2014 | Balls Out             | Vinnie                 |             |
| 2015 | Freeheld              | Quesada                |             |
| 2015 | Gravy                 | Hector                 |             |
| 2016 | Transpecos            | Lance Flores           |             |
| 2019 | Hala                  | Mr. Lawrence           |             |
| 2019 | Terminator: Dark Fate | Rev-9                  |             |

### Televisie
| Jaar      | Titel                    | Rol                        | Opmerkingen                                  |
| --------- | ------------------------ | -------------------------- | -------------------------------------------- |
| 2008      | Prison Break             | Eduardo                    | Aflevering: Dirt Nap                         |
| 2010      | Temple Grandin           | Student Wit                | Televisiefilm; niet genoemd                  |
| 2013      | Touch                    | Ted                        | Aflevering: Ghosts                           |
| 2013      | NCIS: Los Angeles        | Student geologie           | Aflevering: Descent                          |
| 2014      | Matador                  | Tony Bravo                 | 13 afleveringen                              |
| 2015      | True Detective           | Miguel Gilb                | 3 afleveringen                               |
| 2015      | Wicked City              | Paco Contreras             | 8 afleveringen                               |
| 2016      | Harley and the Davidsons | Eddie Hasha                | Aflevering: Amazing Machine                  |
| 2016–2017 | Agents of S.H.I.E.L.D.   | Robbie Reyes / Ghost Rider | 10 afleveringen                              |
| 2016      | Rosewood                 | Eddie Lunez                | Aflevering: Eddie & the Empire State of Mind |
| 2017      | Patti and Marina         | Kerel met gitaar           | Aflevering: Dating                           |
| 2022      | Love, Death & Robots     | Sergeant Nielsen           | Aflevering: Kill Team Kill                   |
| 2023–2025 | The Last of Us           | Tommy Miller               | Terugkerende rol in 7 afleveringen           |
| 2023      | FUBAR                    | Boro                       | Hoofdrol                                     |

### Computerspellen
| Jaar | Titel              | Stem rol      | Opmerkingen |
| ---- | ------------------ | ------------- | ----------- |
| 2007 | BlackSite: Area 51 | Extra stemmen |             |

## Theater
| Jaar | Titel      | Rol            | Locaties                 |
| ---- | ---------- | -------------- | ------------------------ |
| 2009 | Black Snow | Sergei Maxudov | Salvage Vanguard Theater |
| 2009 | Orestes    | Orestes        | The Off Center           |
| 2010 | Endgame    | Clov           | Larry L. King Theatre    |

## Prijzen en nominaties
| Jaar | Prijs                   | Categorie                                                        | Werk                                                                                | Uitslag     |
| ---- | ----------------------- | ---------------------------------------------------------------- | ----------------------------------------------------------------------------------- | ----------- |
| 2016 | Nashville Film Festival | Beste acteur - competitie nieuwe regisseurs (speciale juryprijs) | Transpecos                                                                          | Gewonnen    |
| 2017 | Teen Choice Awards      | Choice TV Actor: Action                                          | Agents of S.H.I.E.L.D.                                                              | Genomineerd |
| 2019 | CinemaCon               | Ensemble Award                                                   | Terminator: Dark Fate, gedeeld met: Linda Hamilton, Natalia Reyes & Mackenzie Davis | Genomineerd |